# Тоні Браун (футболіст)
Тоні Браун (англ. Tony Brown, нар. 3 жовтня 1945, Олдем) — англійський футболіст, що грав на позиції нападника. Рекордсмен клубу «Вест-Бромвіч Альбіон» за кількістю матчів (720) і голів (279) в офіційних турнірах. Гравець національної збірної Англії.
Володар Кубка Англії. Володар Кубка англійської ліги. 

## Клубна кар'єра
У дитячому віці переїхав до Манчестера, займався футболом у місцевих футбольних школах. 1961 року попередньо домовився приєднатися до «Манчестер Сіті», проте тоді ж 15-річного нападника запросили на перегляд до «Вест-Бромвіч Альбіона», де він забив хет-трик у тренувальній грі і залишився, уклавши юнацький контракт. Восени 1963 року уклав професійний контракт і був відразу ж переведений до основної команди клубу. За декілька днів до свого 18-річчя дебютував в іграх чемпіонату Англії, відзначивши свій дебют забитим голом. Від початку сезону 1964/65 став стабільним гравцем основного складу «Вест-Бромвіча», утім невдовзі клуб придбав Джеффа Астла, який витіснив молодого нападника назад до резервної команди.
З 1965 року знову повернувся до «основи» команди і зробив визначальний внесок у здобуття нею Кубка ліги 1965/66. По ходу розіграшу цього трофея став першим в історії гравцем, що відзначався забитим голом на всіх етапах турніру, включаючи хет-трик у півфінальній грі проти «Пітерборо Юнайтед». За два роки, у розіграші 1967/68, став у складі «Вест-Бромвіча» володарем свого другого трофея — Кубка Англії. Протягом більшої частини виступів за команду, які тривали протягом сімнадцяти сезонів, був серед головних її бомбардирів, маючи середню результативність на рівні 0,38 гола за гру першості, а в сезоні 1970/71 з 28-ма голами очолив таблицю бомбардирів англійської першості. Загалом в усіх турнірах провів за «Вест-Бромвіч Альбіон» 720 матчів і забив 279 голів, обидва результати залишаються рекордами у клубній історії.
1980 року досвідчений нападник подався до США, де два роки відіграв за «Нью-Інгленд Ті Мен» (з 1981 року — «Джексонвілл Ті Мен»), після чого повернувся на батьківщину і ще два сезони провів у формі «Торкі Юнайтед».
Завершив ігрову кар'єру в напівпрофесійній команді «Стаффорд Рейнджерз», за яку виступав протягом 1983—1984 років.

## Виступи за збірну
1971 року провів свою першу і єдину гру у складі національної збірної Англії.

## Титули і досягнення
- Володар Кубка Англії (1):

«Вест-Бромвіч Альбіон»: 1967/68
- Володар Кубка Футбольної ліги (1):

«Вест-Бромвіч Альбіон»: 1965/66
- Найкращий бомбардир Футбольної ліги Англії (1): 1970/71 (28 голів)